# Virtché
Virtché (en macédonien Вирче) est un village de l'est de la Macédoine du Nord, situé dans la municipalité de Deltchevo. Le village comptait 498 habitants en 2002.

## Démographie
Lors du recensement de 2002, le village comptait :
- Macédoniens : 496
- Serbes : 1
- Autres : 1